# Daphnia pulicaria
Daphnia pulicaria är en kräftdjursart som beskrevs av Forbes 1893. Daphnia pulicaria ingår i släktet Daphnia och familjen Daphniidae. Inga underarter finns listade i Catalogue of Life.